# Pic de Baljésou
Le pic de Baljésou, ou pic de Baljése, est un sommet des Pyrénées françaises situé dans le département de l'Ariège en région Occitanie.

## Géographie

### Topographie
Situé sur les communes de Siguer et Gestiès, dans le département de l'Ariège, ce sommet domine la vallée de Siguer. Il culmine à 2 288 m d'altitude. Le sommet est situé à l'intersection des combes de la jasse de Peyriguels et de celle du Larnoum. Il domine la vallée et l'étang de Brouquenat. Le pic de Baljésou est une couche (ou « couchade ») régulière pour les troupeaux qui transhument dans le secteur.
Le sommet est situé dans le périmètre du parc naturel régional des Pyrénées ariégeoises.
Un grand cairn (ou « homme ») est construit au sommet du pic. On peut aussi en trouver trois autres le long du chemin qui traverse le pic de Baljésou au nord-ouest.
Sur le versant nord se trouve une source captée ainsi que deux petits bassins.

### Géologie
Il s'agit d'un sommet débonnaire aux formes arrondies.